# Amiralitetsformeln
Amiralitetsformeln är en formel som används för att beräkna förhållandena mellan deplacementet, farten samt effektbehovet hos fartyg. För att kunna använda formeln måste en amiralitetskonstant räknas ut. Denna konstant är unik för varje fartyg, men kan vara samma för systerfartyg.
{\displaystyle P={\frac {\Delta ^{\frac {2}{3}}\cdot V^{3}}{\mathbb {C} _{adm}}}}
där:
P = effekten i kW eller hk
Δ = fartygets deplacement
V = fartygets fart
Cadm = amiralitetskonstant

## Exempel på användning
Ett fartyg med Δ = 7000 ton har V = 13 knop och P = 3 000 kW. Hur stort blir effektbehovet för att hålla samma fart om Δ minskas till 4 000 ton?
{\displaystyle {\mathbb {C} _{adm}={\frac {\Delta ^{\frac {2}{3}}\cdot V^{3}}{P}}={\frac {7000^{\frac {2}{3}}\cdot 13^{3}}{3000}}}=268}
{\displaystyle P={\frac {\Delta ^{\frac {2}{3}}\cdot V^{3}}{\mathbb {C} _{adm}}}={\frac {4000^{\frac {2}{3}}\cdot 13^{3}}{268}}=2066kW}
Effekten som krävs för att hålla 13 knop vid ett deplacement på 4 000 är alltså 2066 kW.